# Amparoina spinosissima
Amparoina spinosissima är en svampart som först beskrevs av Rolf Singer, och fick sitt nu gällande namn av Rolf Singer 1958. Amparoina spinosissima ingår i släktet Amparoina och familjen Tricholomataceae.   Inga underarter finns listade i Catalogue of Life.

## Källor

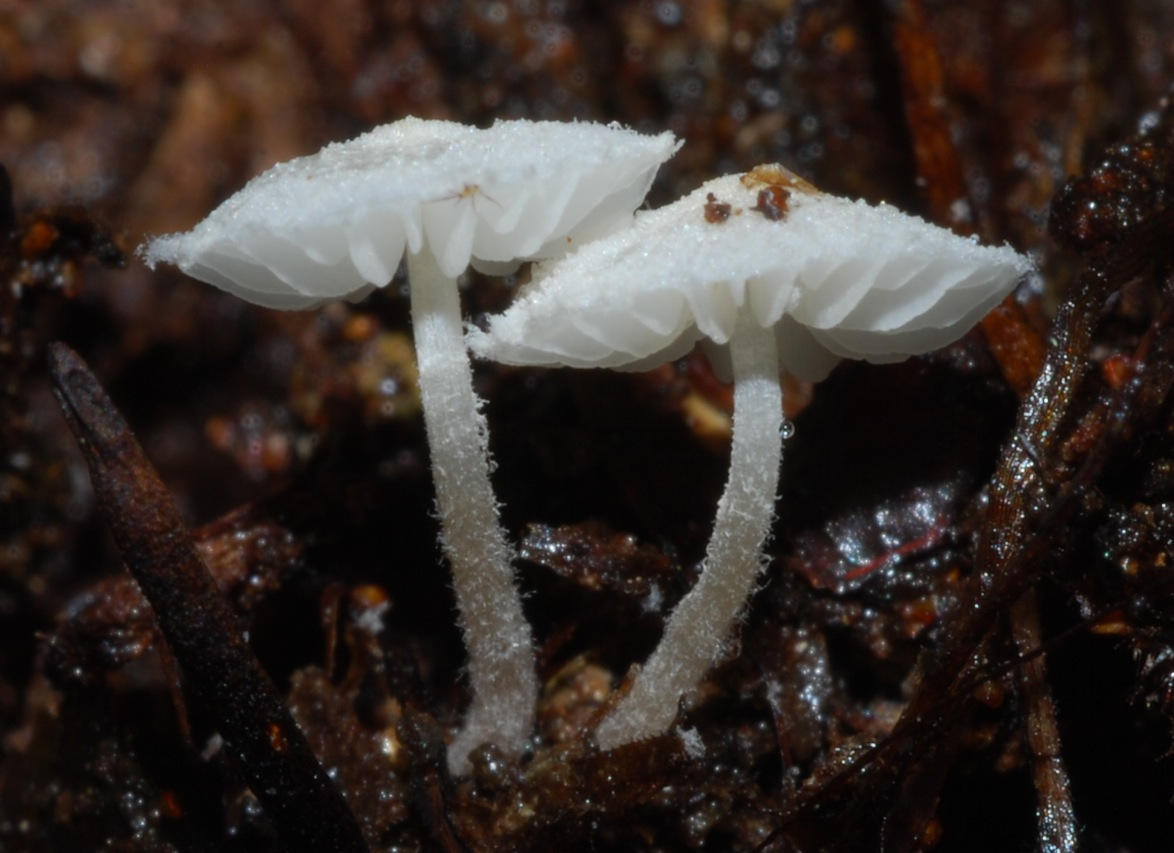